# 立方體半形
在抽象幾何學中，立方體半形是一種僅由一半數量的立方體面構成的抽象多面體。這個抽象多面體與立方體類似，它們的每個頂點都是3個正方形的公共頂點，然而立方體有6個面，而立方體半形僅有3個面；同時，這個立體無法嵌入在三維歐幾里得空間中。在拓樸學上，其可以視為正四面體的皮特里對偶。

## 性質
立方體半形由3個面、6條邊和4個頂點組成，每個面都是正方形，且每個頂點都是3個正方形的公共頂點，在施萊夫利符號中可以用{4,3}/2或{4,3}3來表示，其中{4,3}代表且每個頂點都是3個正方形的公共頂點，然而{4,3}代表正常的立方體，即正六面體，因此用「/2」符號來表示所有元素都僅有立方體的一半數量。
立方體半形的對偶多面體為正八面體半形，這個在更高維度的類比結構中同樣成立，即{\displaystyle n+1}維超方形半形（施萊夫利符號：{\displaystyle {\left\{4,3^{n-1}\right\}}_{n+1}}）的對偶多胞形為{\displaystyle n+1}維正軸形半形（施萊夫利符號：{\displaystyle {\left\{3^{n-1},4\right\}}_{n+1}}）。
特別地，這個立體的每個面皆與相鄰面共用2條邊，且每個面都包含了立體中所有頂點。一般而言，多胞形的面可以透過其點集來決定，也就是說，一般不會存在2個相異面點集合相同的情況，因此這個立體是面無法僅從點集來確定的抽象多面體的例子之一。

### 構造
立方體半形可從有公共頂點的半個立方體（即三個面，下圖的I、II、III）開始構造。此形狀的邊界為一個六邊形，然後下一步是將此六條邊分成三組對邊（下圖的4、5、6），將每對邊（沿同一方向，例如順時針）黏合，就得到立方體半形。這樣的構建方式使用了正四面體的骨架，同時其構成的面不會共面，其與正四面體的皮特里多邊形相同，其骨架在圖論中對應到四面體圖，可以視為K4完全圖嵌入於射影平面上的結果。
| 立方體半形 | K4完全圖 | 皮特里四面體 |

### 具象化
立方體半形可被視為是射影多面體 （可視為由三個四邊形構成的實射影平面鑲嵌）。要將其視覺化，可以透過將射影平面構築為一個半球體，並過半球體的邊界連接對蹠點，同時確保連接的部分能將半球體平均分割成三等份。
立方體半形和半立方體不同，立方體半形是一個射影多面體，且無法嵌入在三維歐幾里得空間中；而半立方體是一個位於三維歐幾里德空間中的普通多面體。 雖然它們的頂點數皆為立方體的一半，立方體半形可以視為立方體的商空間，而半立方體則不是，半立方體只有頂點為立方體頂點的子集。

## 皮特里四面體
皮特里四面體是正四面體的皮特里對偶。在拓樸學上，這個結構與立方體半形同構，並可以視為立方體半形的一種具象化方式。相對的立方體半形的皮特里對偶為正四面體，這意味著其皮特里多邊形可以與半立方體（此例對應正四面體）的面對應。也就是說，立方體半形和正四面體互為皮特里對偶。
皮特里四面體由3個面、6條邊和4個頂點組成，其中，3個面皆為正四面體的皮特里多邊形。正四面體的皮特里多邊形是一個扭歪四邊形。由於皮特里四面體由扭歪四邊形組成，因此無法確立其封閉範圍，故無法計算其表面積和體積。
皮特里四面體是一個不可定向且歐拉示性數為1的幾何結構。
| 正四面體的皮特里多邊形 | 構成皮特里立方體的扭歪四邊形面 |

皮特里四面體的頂點、邊和面數皆為立方體的一半，因此皮特里四面體可以被立方體（的表面）二重覆蓋。皮特里四面體的對偶多面體為八面體半形。皮特里四面體可以截半為截半立方體半形。
| 皮特里四面體 | 以正則地區圖表示的皮特里四面體 | 皮特里四面體的對偶多面體以正則地區圖表示 |

## 相關多面體
立方體半形是正多面體的半形體之一，其他也是正多面體的半形之結構有：
| 立方體半形 | 八面體半形 | 十二面體半形 | 二十面體半形 |

立方體半形與皮特里四面體拓樸同構，其可以視為是正多面體的皮特里對偶之一。其他也是正多面體的皮特里對偶之幾何結構有：
| 皮特里四面體 | 皮特里立方體 | 皮特里八面體 | 皮特里十二面體 | 皮特里二十面體 |

## 外部連結
- 立方體半形 （页面存档备份，存于）